# AussieBum
AussieBum é uma marca australiana de roupa interior e fatos de banho masculinos. Nos últimos anos, aussieBum expandiu a sua linha de produtos para incluir roupa desportiva e loungewear, colocando aussieBum em competição com marcas como Calvin Klein e Dolce & Gabbana.
A marca é conhecida pelos seus produtos criativos, tais como a roupa interior Essence, que contém vitaminas encapsuladas no tecido que se difundem através da pele; e o Wonderjock, que é semelhante a um Wonderbra masculino, concebido para realçar os bens dos homens e tem atraído o interesse de jornalistas de todo o mundo.
Todos os produtos aussieBum são feitos na Austrália. A sede da empresa situa-se no subúrbio de Leichhardt, em Sydney.

## História
Em 2001, o fundador Sean Ashby lançou a marca aussieBum porque não conseguia encontrar o estilo de fatos de banho com que cresceu. A empresa foi lançada no meio da bolha da Internet: na altura, o website era gerido a partir de uma sala de estar no subúrbio de Sidney. Juntado por Guyon Holland, Sean Ashby lançará um novo mercado para reavivar o estilo australiano de fatos de banho Aussie cossie com estampas e desenhos únicos.
A empresa, inicialmente financiada com apenas 20.000 dólares australianos, é agora uma empresa global, empregando mais de 30 pessoas e fabricando mais de 150 designs diferentes.